# Пиџама журка
Пиџама журка је друштвена прилика у којој млада особа остаје у кући пријатеља. Више људи, односно пријатеља, може преспавати у кући пријатеља. Типично, млађа особа ће преноћити; међутим, одрасла или старија особа може спавати у кући пријатеља.

## Карактеристике
Пиџама журка је догађај када дете, без присуства одраслих, проведе ноћ у присуству друге деце. Преспавање се често посматра као обред прелаза за мало дете или тинејџере, јер они почињу да потврђују независност и да развијају друштвене везе ван уже породице.

## Тинејџерске пиџама журке
Почевши од 1990-их, писало се о уоченом новом тренду родитеља који одобравају ноћење за тинејџере, при чему и дечаци и девојчице остају заједно преко ноћи. Док су неки осудили овај тренд, други су га бранили као сигурнију алтернативу тинејџерским забављањима ван куће.  

## У популарној култури
Мноштво филмова и серија је имала барем неку сцену пиџама журке.
На пољу филмова, пиџама журка је приказана у остварењима попут Бриљантин, Сви у напад, Данас 13, сутра 30 и др.
На пољу серија, епизоде на тему пиџама журке су имале Трачара, Пепа прасе, Брац, Барби: Живот у кући снова...